# کیپلینگ (اوهایو)
کیپلینگ (به انگلیسی: Kipling) یک منطقهٔ مسکونی در ایالات متحده آمریکا است که در شهرستان گرنزی، اوهایو واقع شده‌است. کیپلینگ ۲۴۹٫۹۴ متر بالاتر از سطح دریا واقع شده‌است.